# Elżbieta Branicka

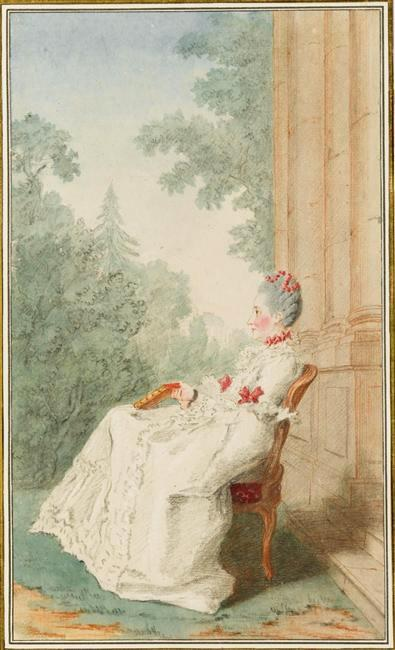
Elżbieta Branicka, av Carmontelle

Elżbieta Branicka, född 1734, död 3 september 1800, var en polsk adelskvinna och politiker.

## Biografi
Elżbieta Branicka var kung Stanisław II August Poniatowskis finansiär och anhängare under kungavalet, och var sedan hans mätress, tillika rådgivare, med ett antal politiska uppdrag, fram till år 1776. Hon var sedan aktiv som oppositionspolitiker fram till 1793. I den polska adelsrepubliken, där rang var viktigare än kön, fanns inga formella hinder för en kvinnlig medlem av adeln att ägna sig åt politik, och ett flertal kvinnliga politiker är kända från 1700-talets Polen.